# سيدني برنارد سميث
سيدني برنارد سميث (بالإنجليزية: Sydney Bernard Smith)‏ هو شاعر أيرلندي، ولد في 4 أغسطس 1936، وتوفي في 11 أكتوبر 2008.